# بتول خلیل‌زاده
بتول خلیل‌زاده (زاده ۲۲ اردیبهشت‌ماه ۱۳۷۱ - کرمان) بازیکن والیبال ایرانی است که در تیم ملی والیبال نشستهٔ زنان ایران بازی می‌کند.

## افتخارات
- مقام دوم مسابقات قهرمانی آسیا ۲۰۲۳
- مقام دوم مسابقات پاراآسیایی جاکارتا ۲۰۱۸
- مقام دوم مسابقات آسیا اقیانوسیه هانگژو ۲۰۱۷
- مقام پنجم مسابقات پارالمپیک ریو ۲۰۱۶
- مقام پنجم مسابقات جام بین قاره‌ای ۲۰۱۶[۳][۴][۵]